# هدى أبلان
هدى أبلان (ولد في 1971) شاعرة يمنية. ولدت في إب ودرست في جامعة صنعاء وحصلت على درجة الماجستير في العلوم السياسية في عام 1993. نشرت مجموعتها الأولى من الشعر «ورود شقية الملامح» في دمشق في عام 1989. نشرت منذ ذلك الوقت عدة مجموعات شعرية أخرى. ترجمت أعمالها إلى عدة لغات وظهرت في عددين من مجلة بانيبال. أُدرج شعرها أيضًا في مجموعة شعرية بعنوان شعر المرأة العربية: مختارات معاصرة.
خدمت أبلان كأمين عام لاتحاد الادباء والكتاب اليمنيين وشغلت ابلان منصب رئيس عام المؤسسة العامة للمسرح والسينما وبعدها ترقت إلى منصب نائب وزير الثقافة أبلان مثال مشرف للمرأة اليمنية المكافحة والطموحة .